# Jan George Mulder
Jan George Mulder (Den Haag, 18 februari 1837 – aldaar, 8 januari 1911) was een Nederlands violist.
Hij was zoon van boekbinder Cornelis Jacobus Mulder en Maria de Wit. Hij was getrouwd met Catharina Wilhelmina Stutterheim. Dochters Maria Cornelia (Den Haag, 30 oktober 1860-Amsterdam, Wilhelminagasthuis, 4 november 1910; Marie Mulder trouwde met componist Bart Verhallen) en Catharina Wilhelmina Mulder (geboren 30 oktober 1861, vertrok naar Parijs) waren talentvolle pianistes. Hij werd begraven op Oud Eik en Duinen.
Hij kreeg zijn muziekopleiding aan de Haagse Muziekschool van Johann Lübeck (viool), Jan Arnold Dahmen en van der Velde (hoorn) en J. van Hove (solfège en muziektheorie). Hij was jaren achtereen lid van het orkest van de Franse Opera in Den Haag, verzorgde solo-optredens tot aan het hof en gaf les aan genoemde instelling. Op 15 juli 1901 vierde hij zijn vijftig jarig jubileum als musicus. Na zijn pensionering trad hij nog op als kamermusicus met Willem van Agthoven, Emanuel Benedictus en Joseph Giese. 
Hij werd benoemd tot ridder in de Orde van Oranje-Nassau, Officier d'Academie française en was erelid van een aantal zangverenigingen.